# Valérie Masson-Delmotte
Valérie Masson-Delmotte, (Nancy, 29 de octubre de 1971), es una paleoclimatóloga francesa. Es directora de investigación en la Comisión de Energía Atómica y Energías Alternativas y copresidenta del primer grupo del GIEC desde 2015.

## Biografía

### Estudios
Valérie Masson-Delmotte estudió ingeniería en la Escuela central París y se tituló en 1993. Terminó su doctorado en física de los fluidos y de las transferencias en 1996. Su tesis de doctorado, en física de los fluidos y de las transferencias, trató sobre la «Simulación del clima del holoceno mediano con ayuda de modelos de circulación general de la atmósfera; impactos de las parametrizaciones».

### Carrera científica e impactos
Desde 1997, destacada por Jean Jouzel, es investigadora en el Laboratorio de las ciencias del clima y del medio ambiente de la Comisión de Energía Atómica y Energías Alternativas (CEA, inicialmente conocida como Comisión a la Energía Atómica).
Desde 2008, es directora de investigación en el CEA. Sus investigaciones se centran en la evolución de los climas pasados y el impacto del clima futuro. En particular ha participado a la reconstitución de la concentración en gas de efecto invernadero de la atmósfera de los 800 000 últimos años. También ha trabajado sobre el impacto del calentamiento climático sobre Antártida en 2070. En 2018, ha contribuido a más de doscientos publicaciones científicas.
Valérie Masson-Delmotte ha estado a la vanguardia en la lucha contra la negación del cambio climático. En particular, es al origen del "llamado de los 400", en 2010, que reunía aproximadamente 400 especialistas del clima que criticaban la "difamación", las "acusaciones o afirmaciones perentorias" así como los "errores" de Claude Allègre o Vincent Courtillot sobre el asunto. Este llamado pedía a las instancias científicas y políticas una reacción frente a las críticas recibidos por esos climatólogos por parte de esos científicos que niegan la responsabilidad humana en los cambios climáticos.
Ha publicado Climat. Le vrai et le faux (Clima. El verdadero y el falso, no traducido) cuyo objetivo es de desmontar los argumentos de los escépticos del clima y de mostrar que los autores escépticos del clima se apoyan ampliamente sobre argumentos desarrollados en la blogosfera de lengua inglesa. Según ella, en Francia, los escépticos del clima son motivados sobre todo por la idea que la tecnología "permite y permitirá resolver todos los problemas".
Forma parte de numerosos proyectos nacionales e internacionales entre otros el Grupo de expertos intergouvernemental sobre la evolución del clima (GIEC). Ha contribuido a la redacción de los cuartos y quintos informes del GIEC. El 7 de octubre de 2015, fue elegida copresidenta del primer grupo laboral del GIEC, que trabaja sobre las bases físicas del clima. Es miembro de la Oficina del Alto Comisionado para el Clima, institución francesa creada en 2018.

### Divulgación científica
Valérie Masson-Delmotte escribió obras a destino de los niños y otras para el gran público con el fin de explicar los conocimientos científicos sobre la evolución del clima, y sus impactos. También ha sido comisaria de varias exposiciones sobre esos temas y ha hecho numerosas conferencias.
Realiza divulgación científica en los establecimientos escolares o en los centros comerciales para tocar un amplio público.
Ha realizado una crítica científica de la película The Day After Tomorrow.

### Distinción
- 2018 :  Orden Nacional de la Legión de Honor, grado de Caballero.[18]

## Tomas de posición
En 2015, Valérie Masson-Delmotte ha firmado un llamado, al lado de un centenar de personalidades internacionales, pidiendo dejar las energías fósiles en el suelo para evitar un "crimen climático", comparado a un crimen de lesa humanidad.
En 2018, escribió una carta al ministro de la Educación nacional francés para que las ciencias del clima sean representadas mejor en los programas educativos del liceo. Según ella, los nuevos programas son un retroceso sobre la manera de abordar el asunto, un regreso a los años 1950-1970, donde la influencia humana no está mencionada. El 20 de junio de 2019, Jean-Michel Blanquer pide al Consejo Superior de los Programas añadir «contenidos de enseñanza complementaria sobre los desafíos del cambio climático, del desarrollo sostenible y de la biodiversidad». El Consejo Superior audicionó varios expertos del clima como Valérie Masson-Delmotte y Jean Jouzel pero también François Gervais, especialista de los superconductores y escépticos del clima notorio.
Apoya las iniciativas ciudadanas como las traducciones colaborativas de los informes del GIEC y se cuestiona sobre la posibilidad de crear resúmenes a la intención de los ciudadanos.
En octubre de 2019, interviene como experta al "Juicio del siglo", un juicio ficticio organizado por el consejo del departamento francés de Meurthe y Mosela y por el Instituto de Estudios Políticos Medio ambiente.

## Premios y reconocimiento
Valérie Masson-Delmotte ha recibido numerosos premios:
- 2002 : gran premio Étienne-Roth de la Academia de las Ciencias con Françoise Vimeux
- 2004 : de forma colectiva sobre el tema clima del LSCE, Premio Louis D del Instituto de Francia
- 2007 : asociada al premio Nobel de la Paz recibido por Al Gore y el GIEC
- 2008 : premio Descartes de la Comisión Europea para la investigación colaborativa transnacional EPICA de perforación en los hielos profundos de Antártico
- 2011 : premio de excelencia científica de la Universidad de Versailles-Saint-Quentin-en-Yvelines
- 2013 : premio Irène-Joliot-Curie como la mujer científica del año[27]
- 2015 : premio Martha T. Musa para su contribución a la ciencia sobre Antártico[28]
- 2015 : premio Jean Perrin de divulgación científico[15]
- 2018 : Nature 10, los diez científicos más influyentes del año[29]
- 2019 : Medalla de dinero del CNRS.[30]
- 2020 : Medalla Milutin Milanković de la Unión Europea de Geociencias[31]
- 2020 : Premio Fundación BBVA Fronteras del Conocimiento[32]

## Publicaciones

### Publicación personal
- Climat : le vrai et le faux (Clima: el verdadero y el falso) (Le Pommier, París, 2011)

### En colaboración
- Le Climat, De nos ancêtres à vos enfant (El Clima, De nuestros ancestros a vuestros niños), con Bérengère Dubrulle, ilustraciones Cécile Gambini  (El Pommier, París, 2005)
- Les Expéditions polaires (Las Expediciones polares), con Yann Fastier y Gérard Jugie (El Pommier, París, 2007)
- Atmosphère, atmosphère (Atmósfera, atmósfera), con Didier Hauglustain y Jean Jouzel (El Pommier, París, 2008)
- Atmosphère : quel effet de serre !(Atmósfera: qué efecto invernadero!), con Marc Delmotte, ilustraciones de Charles Dutertre (El Pommier, París, 2009)
- Le Climat, la Terre et les Hommes (El Clima, la Tierra y los Hombres), con Jean Poitou y Pascale Braconnot (EDP Ciencias, 2015)
- Parlons climat en 30 questions (Hablemos clima en 30 cuestiones), con Christophe Cassou (La Documentación francesa, 2015)
- Le Groenland. Climat, écologie, société (Groenlandia. Clima, ecología, sociedad), bajo la dirección de Valérie Masson-Delmotte, con Émilie Gauthier, David Grémillet, Jean-Michel Huctin y Didier Swingedouw (CNRS EDICIONES, 2016)
- Manifeste du Muséum. Quel futur sans nature ? (Manifiesto del Muséum. Qué futuro sin naturaleza?), Luc Abbadie, Gilles Bœuf, Allain Bougrain-Dubourg, Claudine Cohen, Bruno David, Philippe Descola, Françoise Gaill, Jean Gayon, Thierry Hoquet, Philippe Enero, Yvon El Maho, Guillaume Lecointre, Valérie Masson-Delmotte, Armand de Ricqlès, Philippe Cornamusa, Stéphanie Thiébault, Frédérique Viard (Reliefs/MNHN, 2017)